# انتقادات لخطة العمل الشاملة المشتركة
خطة العمل الشاملة المشتركة، المعروفة أكثر باسم الاتفاق النووي الإيراني، هي الاتفاقية الدولية التي تم التوصل إليها بشأن برنامج إيران النووي في فيينا في عام 2015. وَضعت الاتفاقية التي تم التوصل إليها بعد عدة سنوات من المفاوضات مبادئ توجيهية صارمة تهدف لتنظيم ومراقبة البرنامج النووي الإيراني بما في ذلك الحد من أجهزة الطرد المركزي ومخزونات اليورانيوم المخصب وتوقيع اتفاقية تسمح بالقيام بعمليات تفتيش منتظمة للمواقع النووية في إيران، وغيرها من البنود.
تعرض الاتفاق لموجة كبيرة من الانتقادات من قبل بعض الأطراف السياسية والإعلامية في كل من الولايات المتحدة الأمريكية وإيران على حد سواء، إذ اعتبرت بعض الفئات الصفقة تصالحية بطبيعتها. على سبيل المثال، وصف الرئيس الأمريكي السابق دونالد ترامب الاتفاق الإيراني بأنه «أسوأ اتفاق سبق وتم التفاوض عليه على الإطلاق»، ووصفه زعيم الأغلبية في مجلس الشيوخ الأمريكي، ميتش ماكونيل، بأنه «معيب»، في الوقت الذي تحدث فيه المتشددون في إيران عن رغبتهم في هدمه. تركزت العديد من الانتقادات الموجهة للاتفاقية من الجانب الأمريكي على مسألة المساومة والتزام إيران، بينما دارت أغلب انتقادات الجانب الإيراني حول مسائل السيادة والقيود غير النووية.
في إيران، جسدت المناقشات المرتبطة بالصفقة عددًا من الصراعات الاجتماعية والاقتصادية والسياسية المستمرة التي لعبت دورًا كبيرًا في الانقسام بين الوسطيين والإصلاحيين والمحافظين. في الولايات المتحدة، يعتبر الاتفاق رمزًا للمعركة بين الرؤى المختلفة والمتنافسة حول كيفية تنفيذ الولايات المتحدة لسياستها الخارجية في الشرق الأوسط.

## الخلفية والمضمون
جرت المفاوضات حول برنامج إيران النووي بين المجتمع الدولي وإيران بشكل متقطع منذ عام 2006، إلا أن المفاوضات التي أفضت إلى الاتفاق الإطاري الأساسي في 2015 وتوقيع الاتفاق النهائي، بدأت في شهر مارس 2013. أجريت هذه المحادثات التي قادها مسؤولو وزارة الخارجية الأمريكية، جيك سوليفان ووليام جوزيف بيرنز، مع وفد إيراني ترأسه مساعد وزير الخارجية الإيرانية حينها، علي أصغر خاجي.
اتسمت الاجتماعات الأولية بالفشل الذريع، لكن، كانت نقطة التحول بانتخاب الوسطي الإصلاحي من حزب الاعتدال والتنمية، حسن روحاني، رئيسًا لإيران في شهر يونيو 2013. شغل روحاني قبل انتخابه رئيسًا للبلاد منصب أمين المجلس الأعلى للأمن القومي، وكان المفاوض الرئيسي في المفاوضات النووية حتى عام 2005. مع تنصيبه رئيسًا للبلاد في شهر أغسطس 2013، وخلال مكالمة هاتفية مع الرئيس الأمريكي آنذاك، باراك أوباما، نقل روحاني رغبته في استئناف مفاوضات برنامج بلاده النووي مع الغرب. بحلول شهر نوفمبر 2013، توصلت دول مجموعة 5+1 وإيران إلى اتفاق عُرف باسم خطة العمل الشاملة المشتركة. تم توقيع هذا الاتفاق المؤقت في جنيف، وضمّ أحكامًا تحد من استخدام إيران لليورانيوم المخصب، وتقيّد عمليات تركيب أجهزة طرد مركزي جديدة، وتسمح للوكالة الدولية للطاقة الذرية بالإشراف على العديد من المنشآت النووية في إيران مقابل تخفيف متواضع للعقوبات المفروضة على الجانب الإيراني من قبل الولايات المتحدة الأمريكية. كان من المقرر أن يدخل الاتفاق حيز التنفيذ في شهر يناير 2014.
في شهر أبريل 2015 أسفرت المفاوضات المستمرة عن توقيع اتفاق لوزان النووي الذي ضم بنودًا سمحت للوكالة الدولية للطاقة الذرية بإجراء عمليات تفتيش مكثفة للمنشآت النووية الإيرانية، وزاد القيود على البرنامج النووي. لم توضع تفاصيل الخطة حتى اختُتمت المفاوضات بعد ثلاثة أشهر. أجريت محادثات حول تفاصيل الاتفاق الأساسي على مدار الأشهر الثلاثة بين الجانبين الأمريكي والإيراني ولا سيما بين وزير الخارجية الأمريكي، جون كيري، ووزير الخارجية الإيراني، محمد جواد ظريف، مع وزراء آخرين ضمن مجموعة 5+1. في 14 يوليو 2015، وبعد 17 يومًا من المفاوضات المستمرة وبعد تمديد الموعد النهائي، توصلت مجموعة 5+1 وإيران إلى اتفاق نهائي، عرف باسم خطة العمل الشاملة المشتركة (أو اتفاق إيران النووي).
منذ عام 2018 أمضى مفتشو الوكالة الدولية للطاقة الذرية ما مجموعه 3000 يوم في السنة في إيران حيث قاموا بتركيب أختام غير قابلة للعبث، وجمعوا صورًا من كاميرات المراقبة وبيانات قياس ووثائق أخرى. أكد ممثلون عن الوكالة الدولية للطاقة الذرية في عدة مناسبات (في شهر مارس 2018 على سبيل المثال) على تحققهم من تنفيذ إيران لالتزاماتها المتعلقة ببرنامجها النووي.

## البنود الرئيسية
- تخفيض مخزون إيران من اليورانيوم المخصب بنسبة 98%، من 10 طن إلى 300 كيلو غرام، والإبقاء على هذه المستويات لمدة خمسة عشر عام (حتى عام 2031). الحفاظ على مستوى تخصيب اليورانيوم بنسبة 3.67%، وهي النسبة المناسبة لاستخدام الطاقة النووية في مجالات توليد الطاقة المدنية وإجراء البحوث. بيع وتصدير اليورانيوم المخصب فوق مستويات 3.67% أو تقليص مستويات التخصيب تحت النسبة المتفق عليها. جميع الأبحاث وعمليات التطوير في مجال اليورانيوم المخصب محدودة بمدة ثمان سنوات فقط ولا يجوز إجراؤها إلا في منشأة نطنز النووية في محافظة أصفهان في إيران.

- وضع نظام شامل للتفتيش من قبل المراقبين الدوليين من الوكالة الدولية للطاقة الذرية. يشمل نظام التفتيش مراقبة مستمرة لجميع مراحل سلسلة التوريد النووية الإيرانية، كمصانع اليورانيوم، والاستعانة بالأقمار الصناعية العاملة بالأشعة تحت الحمراء وأجهزة الاستشعار وكاميرات المراقبة في عمليات المراقبة، ووضع أختام الألياف الضوئية على المعدات. مضاعفة عدد مفتشي الوكالة الدولية للطاقة الذرية في إيران ثلاث مرات، من 50 إلى 150 مراقب. منح مفتشي الوكالة الدولية للطاقة الذرية حق الوصول المادي إلى المواقع النووية في حال ظهرت مخاوف معينة من عدم امتثال الجانب الإيراني بالالتزامات.
- لكي يسمح لإيران بتخصيب اليورانيوم لمدة عشر سنوات، يتوجب على إيران خفض عدد أجهزة الطرد المركزي العاملة، وتخزين جميع أجهزتها البالغ عددها 19 ألف باستثناء 6104 جهاز. الاحتفاظ بجميع أجهزة الطرد المركزي المخزنة في موقع نطنز تحت إشراف الوكالة الدولية للطاقة الذرية.
- يُحظر على إيران إنشاء أي مواقع إضافية للماء الثقيل أو تجميع مياه ثقيلة إضافية لمدة خمسة عشر عام. حظر موقع مفاعل أراك الإيراني الذي يعمل بالماء الثقيل من إنتاج طاقة تزيد عن 20 ميغاواط حراري، وخضوع المفاعل لعمليات إعادة تصميم تهدف للحد من قدرته على إنتاج معدن البلوتونيوم المستخدم في المفاعلات. عرض جميع المياه الثقيلة الإضافية التي تملكها إيران للبيع في السوق الدولية.
- لن تشارك إيران في عمليات إعادة معالجة الوقود النووي المستهلك بأي صفة لمدة خمسة عشر عام، وسيتم شحن جميع كميات الوقود النووي المستهلك في إيران خارج البلاد.
- منع محطة فوردو لتخصيب اليورانيوم من الاحتفاظ بالمواد الانشطارية. والسماح بإبقاء 1044 جهاز طرد مركزي من طراز IR-5 فقط من أصل 2700 جهاز مثبت في فوردو. ووضع قيود شديدة على عمليات تخصيب اليورانيوم في المحطة.
- تفعيل آلية سناب باك (كبح الزناد) التي تحل تلقائيًا محل جميع العقوبات الدولية المفروضة على إيران في حال إخلالها بأي من التزاماتها تجاه الأطراف الموقعة على خطة العمل الشاملة المشتركة (التي أصبحت فيما بعد تعرف باسم الاتفاق النووي الإيراني).